# Zyras malaisei
Zyras malaisei Scheerpeltz, 1965 è un coleottero appartenente alla famiglia Staphylinidae.

## Caratteristiche
La testa e il pronoto sono di colore nero; le elitre da giallo-rossastro a rossastro con la parte posteriore totalmente nerastra.
Il paratipo femminile rinvenuto ha una lunghezza totale di 7,5-9,0mm.

## Distribuzione
La specie è stata reperita in Birmania (presso Kambaiti); in Cina meridionale (provincia dello Yunnan) e nel Vietnam settentrionale.

## Tassonomia
Al 2017 non sono note sottospecie e dal 2016 non sono stati esaminati nuovi esemplari.